# 포틀래치 (소프트웨어)
포틀래치(영어: Potlatch)는 오픈스트리트맵 지리 정보 편집 도구이며, 어도비 플래시로 작성되었다. 오픈스트리트맵 웹사이트 내에 직접 임베디드가 가능한 두 개의 편집기들 가운데 하나이다.
포틀래치 2는 최소 버전 8의 플래시 플러그인이 설치된 웹 브라우저를 요구하며, 지속적으로 유지보수되고 있다.

## 역사
포틀래치 1은 2006년 중순 출시되었으며 메인 오픈스트리트맵 사이트의 기본 편집기로 사용되다가 2011년 4월 포틀래치 2로 변경되었다. '포틀래치'라는 이름은 레트리스트 인터내셔널 아트 컬렉티브의 소식지 이름에서 비롯된 것이다.
기존 포틀래치 1 소프트웨어를 완전히 재구현한 포틀래치 2의 알파 버전이 2010년 여름 출시되었다. 2010년 12월, 포틀래치 2는 일반용으로 출시되었다. 마이크로소프트가 추적을 위해 빙 맵 서비스의 항공 사진을 오픈스트리트맵에서 사용할 권한을 부여한 이후 포틀래치 2는 배경에 이 이미지들을 표시하는 것으로 기능이 확장되었다.
iD(공식 오픈스트리트맵 웹사이트의 기본 편집기)는 자바스크립트로 재구현한 포틀래치 2이다. 그래서 iD 편집기에는 포틀래치의 장점들이 그대로 들어가 있다.

## 추가 문헌
- Ramm, Frederik; Topf, Jochen; Chilton, Steve (2010). 《OpenStreetMap: Using and Enhancing the Free Map of the World》. UIT Cambridge. 386쪽. ISBN 978-1-906860-11-0.